# Orthopontonia ornata
Orthopontonia ornata är en kräftdjursart som först beskrevs av Bruce 1970.  Orthopontonia ornata ingår i släktet Orthopontonia och familjen Palaemonidae. Inga underarter finns listade i Catalogue of Life.